# Анна Каренина (филм, 1997)
„Анна Каренина“ (на английски: Anna Karenina) е американска историческа драма от 1997 г. на режисьора Бърнард Роуз по негов сценарий, който е адаптация на едноименния роман, написан от Лев Толстой. Във филма участват Софи Марсо, Шон Бийн, Алфред Молина, Мия Киршнър и Джеймс Фокс. Премиерата на филма излиза в Съединените щати на 4 април 1997 г.